# Pestheilige
Een pestheilige is een bijzonder type heilige in de Rooms-Katholieke Kerk die werd aangeroepen als er een epidemie van de pest heerste, ook de Zwarte Dood genoemd.

## Situering
Verwoestende pestepidemieën kwamen in de late middeleeuwen geregeld voor. De bekendste is die van 1347-1350, een epidemie die geheel West-Europa in haar greep had. Door de hulp van een pestheilige in te roepen, hoopte men gevrijwaard te blijven van de pest of ervan te herstellen. 
Er zijn meer dan 60 pestheiligen bekend. In West-Europa werden er zes in het bijzonder vereerd:
- Sint-Rochus
- Sint-Sebastiaan
- de heilige Cosmas en Damianus
- de heilige Antonius Abt
- de heilige Rosalia
- de heilige Carolus Borromeus

De heilige die het meest met de pest geassocieerd wordt, is Sint-Rochus, die leefde kort voordat de Zwarte Dood in het midden van de 14e eeuw door Europa trok en miljoenen mensenlevens eiste. In kerken wordt hij vaak afgebeeld met een open wond in zijn bovenbeen. 
De heiligen Cosmas en Damianus, Sebastiaan en Antonius Abt zijn van ouder datum: zij leefden in de Romeinse tijd. Sebastiaan wordt meestal afgebeeld als (grotendeels) naakte, met pijlen doorboorde jongeman, vaak aan een zuil of boom geketend. De pijlen van Sebastiaan worden wel als symbool gezien voor de door God gezonden pest. Antonius Abt dankt zijn verering als pestheilige waarschijnlijk aan het feit dat onder zijn patronage een verpleegorde is ontstaan, de antonieters, die een rol speelde bij de verpleging van pestslachtoffers.

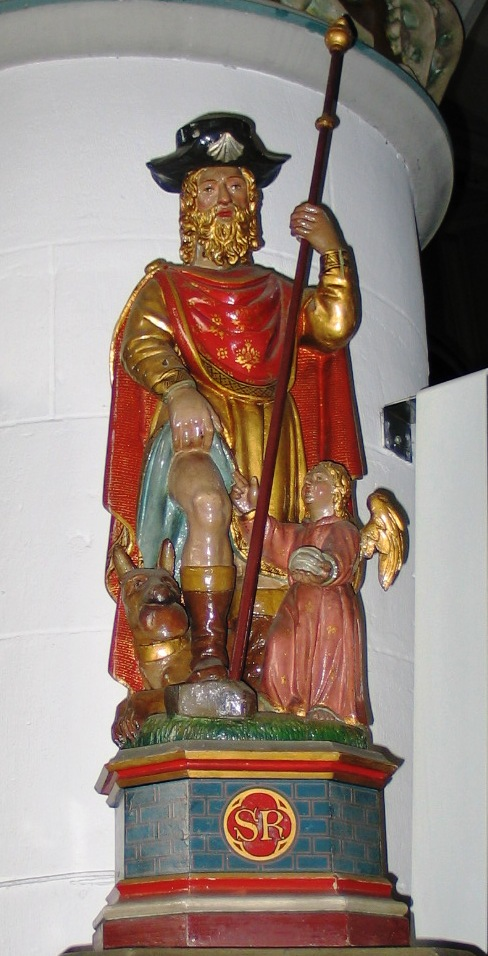
De heilige Rochus in de kerk van Sint-Kwintens-Lennik
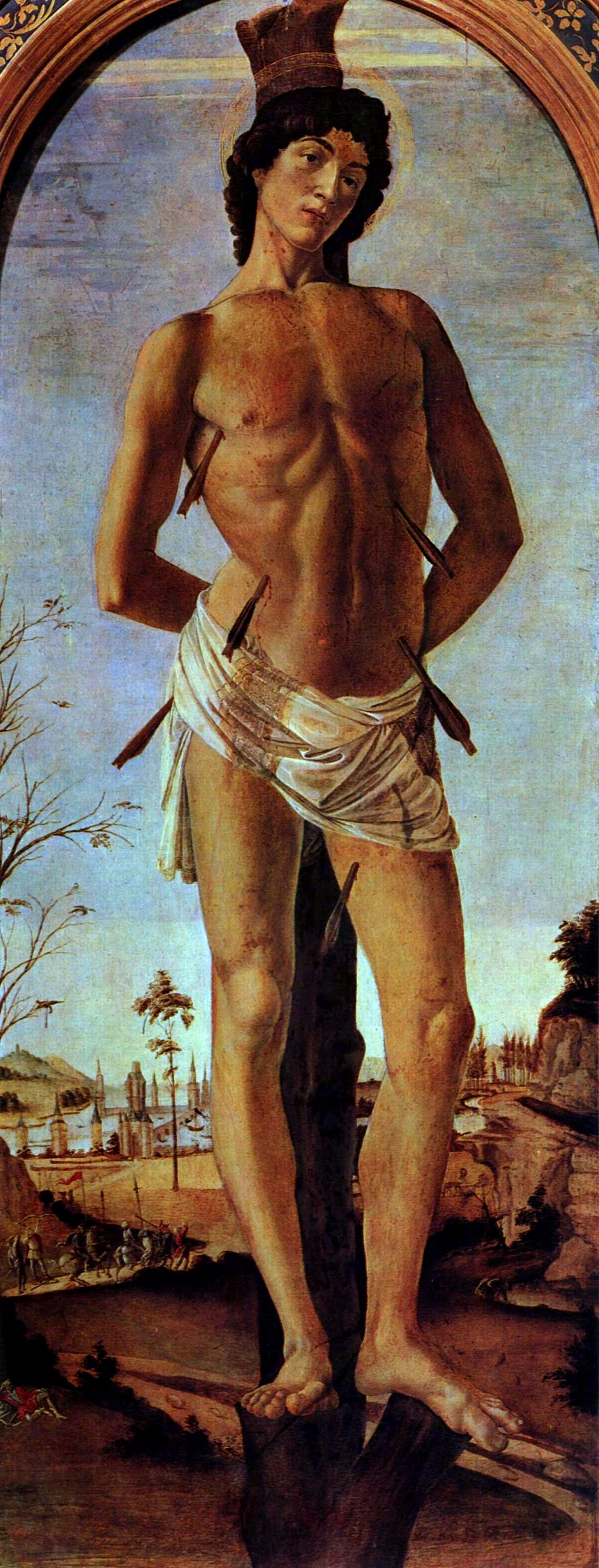
Sint-Sebastiaan, geschilderd door Botticelli
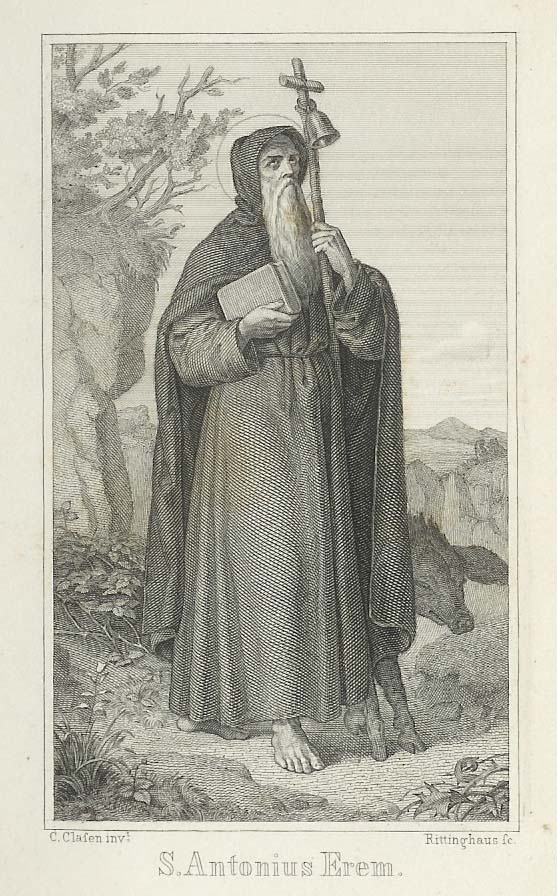
De heilige Antonius Abt, te herkennen aan de bel aan zijn staf